# Dolorian
Dolorian es una banda finlandesa de black/doom originaria de Oulu. Su estilo también combina elementos del sonidos atmosféricos del doom metal, con influencias jazzisticas y experimentales. La banda se formó en 1997 como un dueto de A. Haapapuro y A. Kukkohovi. La particular combinación de variadas canciones, estructuras y melodías, varios estilos vocales y letras oscuras colocan a la banda alejada de la temática y estilo de otros géneros del metal extremo
Dolorian grabó su primer demo en otoño de 1997 en los estudios Tico-Tico utilizando temporalmente en los teclados a H. Riihinen. Por fin logran grabar en 1998 el álbum debut When all the Laughter has gone en un contrato con la disquera Wounded Love Records para que viera la luz en el mercado en 1999. 
Dolorian es parte del colectivo musical Helixes.

## Miembros
- Anti Ittna Haapapuro – voz, guitarra (1997–present)
- Ari Kukkohovi – bajo, batería, guitarra (1997–present)
- Jussi Ontero – teclados (1998–present)

## Discografía
- When All the Laughter Has Gone (1999)
- Dolorian (2001)
- Dolorian / Shining split (2004)
- Voidwards (2006)